# Association Hairenik
L'association Hairenik (en anglais Hairenik Association) est une association communautaire arméno-américaine spécialisée dans l'édition et les médias. Affiliée à la Fédération révolutionnaire arménienne, elle est basée à Watertown (Massachusetts).

## Activités
L'association publie des périodiques :
- Hairenik (journal et site internet en arménien)
- The Armenian Weekly (journal et site internet en anglais)
- The Armenian Review (revue scientifique)